# Chapois, Jura
Chapois là một xã trong vùng hành chính Franche-Comté, thuộc tỉnh Jura, quận Lons-le-Saunier, tổng Champagnole. Tọa độ địa lý của xã là 46° 50' vĩ độ bắc, 05° 57' kinh độ đông. Chapois nằm trên độ cao trung bình là 610 mét trên mặt nước biển, có điểm thấp nhất là 597 mét và điểm cao nhất là 832 mét. Xã có diện tích 10.07 km², dân số vào thời điểm 2005 là 205 người; mật độ dân số là 20 người/km².

## Thông tin nhân khẩu
| 1962 | 1968 | 1975 | 1982 | 1990 |
| ---- | ---- | ---- | ---- | ---- |
| 178  | 210  | 176  | 217  | 207  |

## Địa điểm tham quan
Nhà thờ của Chapois được xây dựng trong thế kỉ thứ 19.